# Mykola Kolessa
Mykola Filaretowytsch Kolessa (ukrainisch Микола Філаретович Колесса; * 6. Dezember 1903 in Sambir, Galizien; † 8. Juni 2006 in Lwiw) war ein ukrainischer Komponist, Dirigent und Pädagoge.

## Leben
Kolessa stammte aus einer sehr musikalischen Familie: sein Vater Filaret Kolessa war selbst ein bekannter Folklorist und Komponist. Die berühmte Konzertpianistin Lubka Kolessa war seine Cousine. Bis 1923 studierte Kolessa Musik am Lemberger Lyssenko-Institut. Danach ging er nach Prag, wo er an der Universität und am Konservatorium seine Studien fortsetzte. Seine Lehrer waren u. a. Vítězslav Novák (Komposition) sowie Otakar Ostrčil (Dirigieren). 1931 schloss er seine Studien ab und begann noch im selben Jahr, selbst zu unterrichten: bis 1939 am Lemberger Lyssenko-Institut, ab 1939 am Lemberger Konservatorium, dem er einige Jahre lang als Rektor vorstand. Seine Professur für Dirigieren nahm Kolessa noch als über 100-Jähriger wahr. Er starb im Alter von 102 Jahren in Lwiw und wurde dort auf dem Lytschakiwski-Friedhof beerdigt.
Neben seiner Lehrtätigkeit war er auch als Dirigent aktiv. 40 Jahre lang, von 1939 bis 1979, leitete er das Philharmonische Orchester Lemberg. Daneben dirigierte er auch am Lemberger Theater und leitete diverse Chöre. Zu seinen bekanntesten Schülern zählt der Komponist Myroslaw Skoryk. Kolessa erhielt Auszeichnungen wie Volkskünstler der Ukraine (1972) und den Taras-Schewtschenko-Staatspreis (1983). Er galt als der große alte Mann der ukrainischen Musikszene und besaß eine enorme Reputation.

## Stil
Kolessa stützte sich immer auf die ukrainische Folklore, die er nach dem Vorbild Béla Bartóks so ursprünglich und unverfälscht wie möglich wiedergeben wollte. Deshalb setzte er in manchen seiner Orchesterwerke auch Volksinstrumente ein. Auch der Einfluss des Impressionismus lässt sich in seinen Werken beobachten. Insgesamt allerdings stand Kolessa unzweifelhaft vor allem in der Tradition der nationalrussischen Musik. Seine Tonsprache war sehr konservativ und bleibt immer tonal. Sein im Westen wohl bekanntestes Werk, die erste Sinfonie, geht stilistisch kaum über Glasunow hinaus. Wichtig für sein Schaffen waren auch die Forderungen des Sozialistischen Realismus. Sowohl als Komponist als auch als Dirigent war Kolessa eine der führenden ukrainischen Persönlichkeiten seiner Generation.

## Werke
- Orchesterwerke
  - Sinfonie Nr.1 G-Dur (1950)
  - Sinfonie Nr.2 a-Moll (1966)
  - "Ukrainische Suite" (1928)

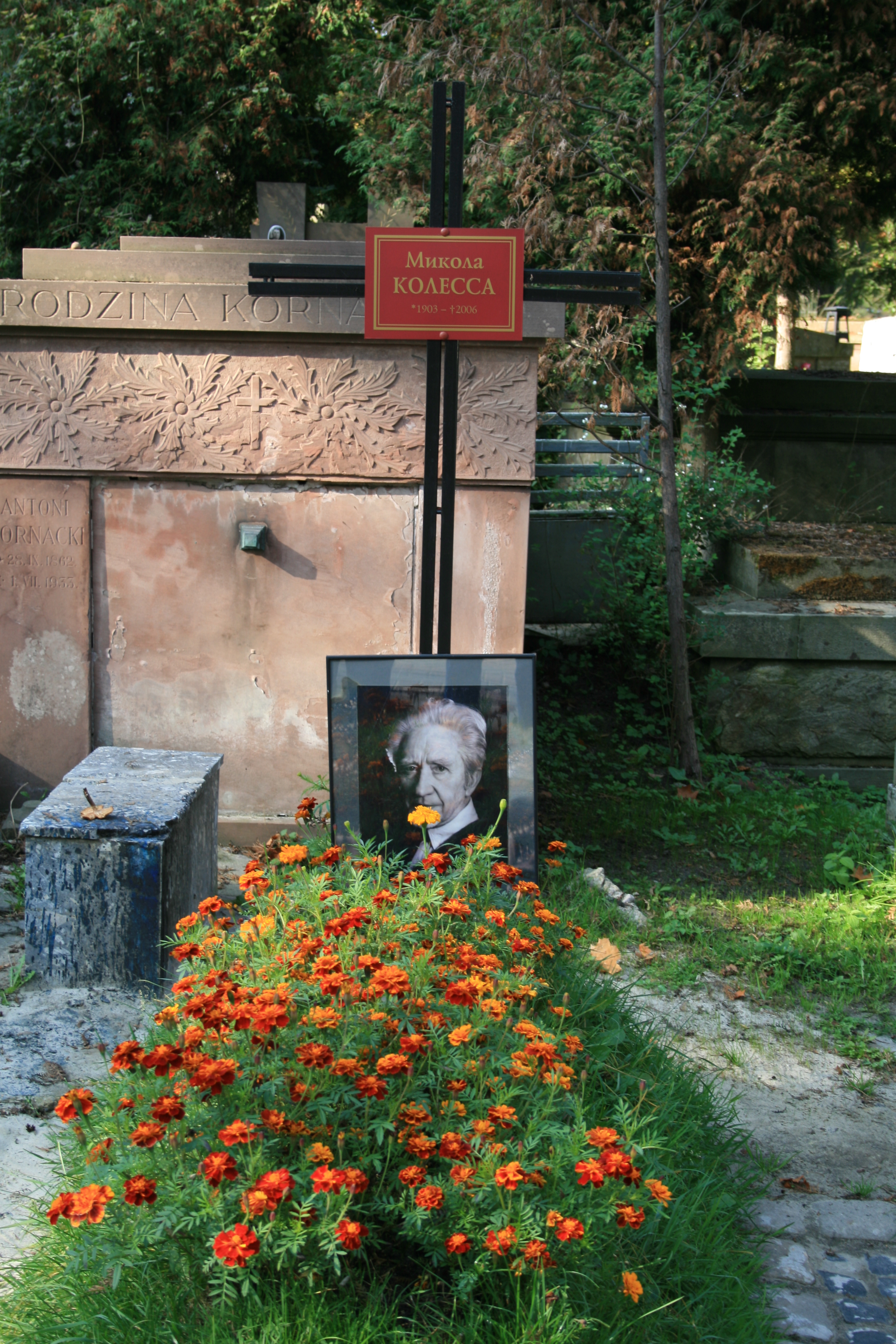
Grab von Mykola Kolessa

  - "In den Bergen", Suite für Streichorchester (1972)
  - Sinfonische Variationen (1931)
  - Bühnen- und Filmmusik
- Vokalmusik
  - "Lemkische Hochzeit", Volksliedarrangements für Chor und Streichquartett (1937)
  - "Im Land der blühenden Kirschbäume", Liederzyklus (1971)
  - etliche Volksliedarrangements
- Kammermusik
  - Klavierquartett (1930)
  - Sonatine für Klavier (1939)
  - "Kleinigkeiten" für Klavier (1928)
  - Passacaglia, Scherzo und Fuge für Klavier (1929)
  - "Drei Kolomyki" für Klavier (1958)
  - "Zwei Miniaturen" für Klavier (1987)